# Patelloa meracanthae
Patelloa meracanthae là một loài ruồi trong họ Tachinidae.